# 孵化園駅
孵化園駅（ふかえんえき、中文表記: 孵化园站、英文表記: Incubation Park Station）は、中国四川省成都市武侯区（高新技術産業開発区）交子北一路と錦城大道の交差点にある成都軌道交通1号線、9号線、18号線の駅 。1号線の駅は、ラ・デファンスビルの地下に位置している。

## 駅構造
1号線は、成都地下鉄で唯一の単式ホーム2面2線の駅で、地下1階は、成都オークス広場（成都奥克斯広場）につながっている。
| 地上                   |                                      | 出入口                                   |                |
| 地下 1階               | 1号線コンコース                      | 保安検査、自動券売機、売店、乗り換え通路 |                |
| 地下 2階               |                                      |                                          |                |
| ←                      | ■1号線韋家碾方面（金融城）           |                                          |                |
| 左側のドアが開く       |                                      |                                          |                |
|                        | ■1号線科学城/五根松方面 （錦城広場） | →                                        |                |
| 右側のドアが開く       |                                      |                                          |                |
| 9号線 18号線コンコース | 保安検査、売店、乗り換え通路         |                                          |                |
| 地下 3階               | ←                                    | ■9号線黄田垻方面 （錦城大道）            |                |
| 地下 3階               | 左側のドアが開く                     | 左側のドアが開く                         | 18号線連絡通路 |
| 地下 3階               |                                      | ■9号線金融城東方面 （心島）              | →              |
| 地下 4階               | ←                                    | ■18号線火車南站駅方面 （火車南站駅）     |                |
| 地下 4階               | 左側のドアが開く                     | 左側のドアが開く                         | 9号線連絡通路  |
| 地下 4階               |                                      | ■18号線天府機場北方面 （錦城広場東）     | →              |

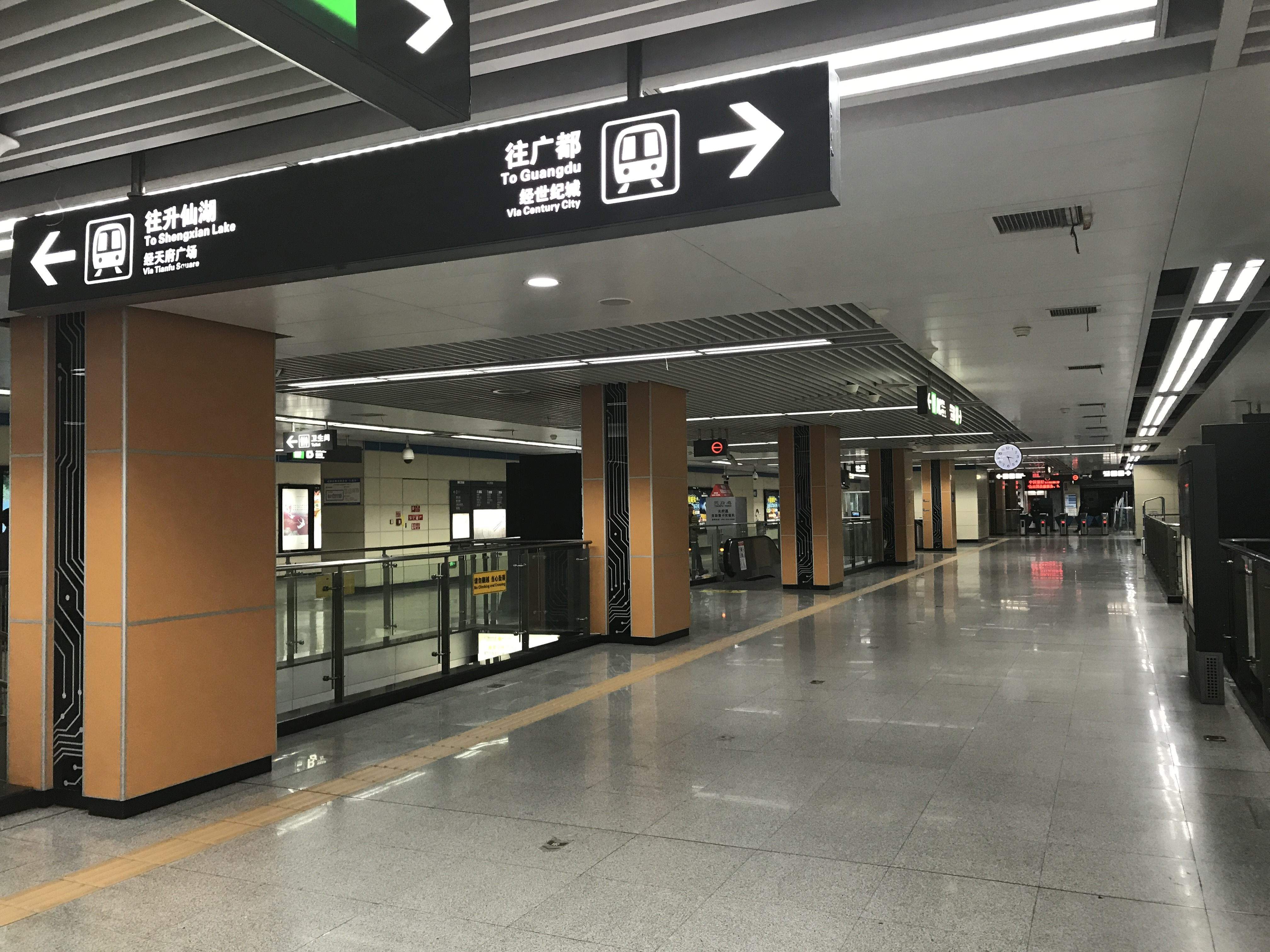
コンコース
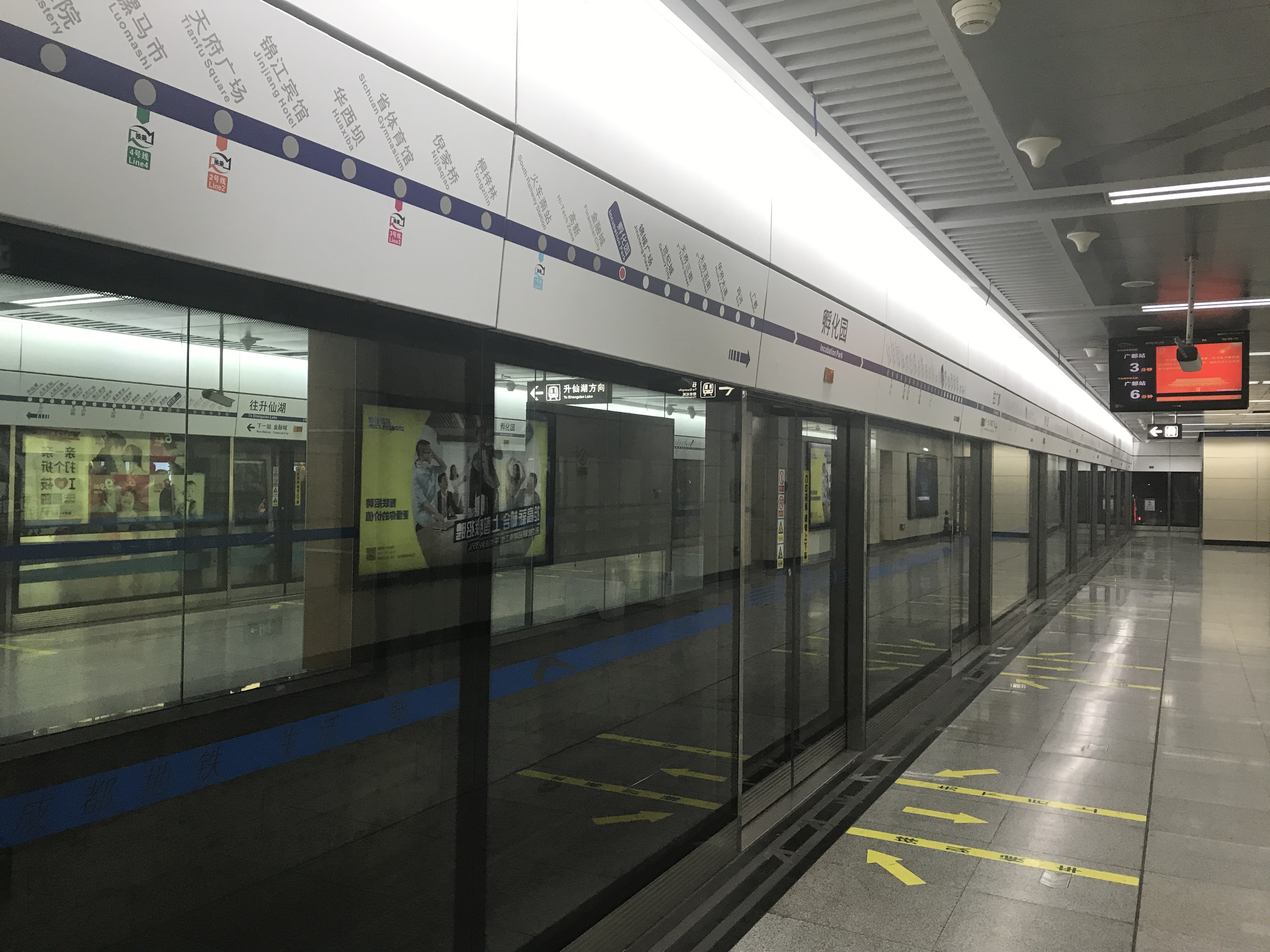
1号線ホーム（ホームドア奥に韋家碾方面の単式ホーム）
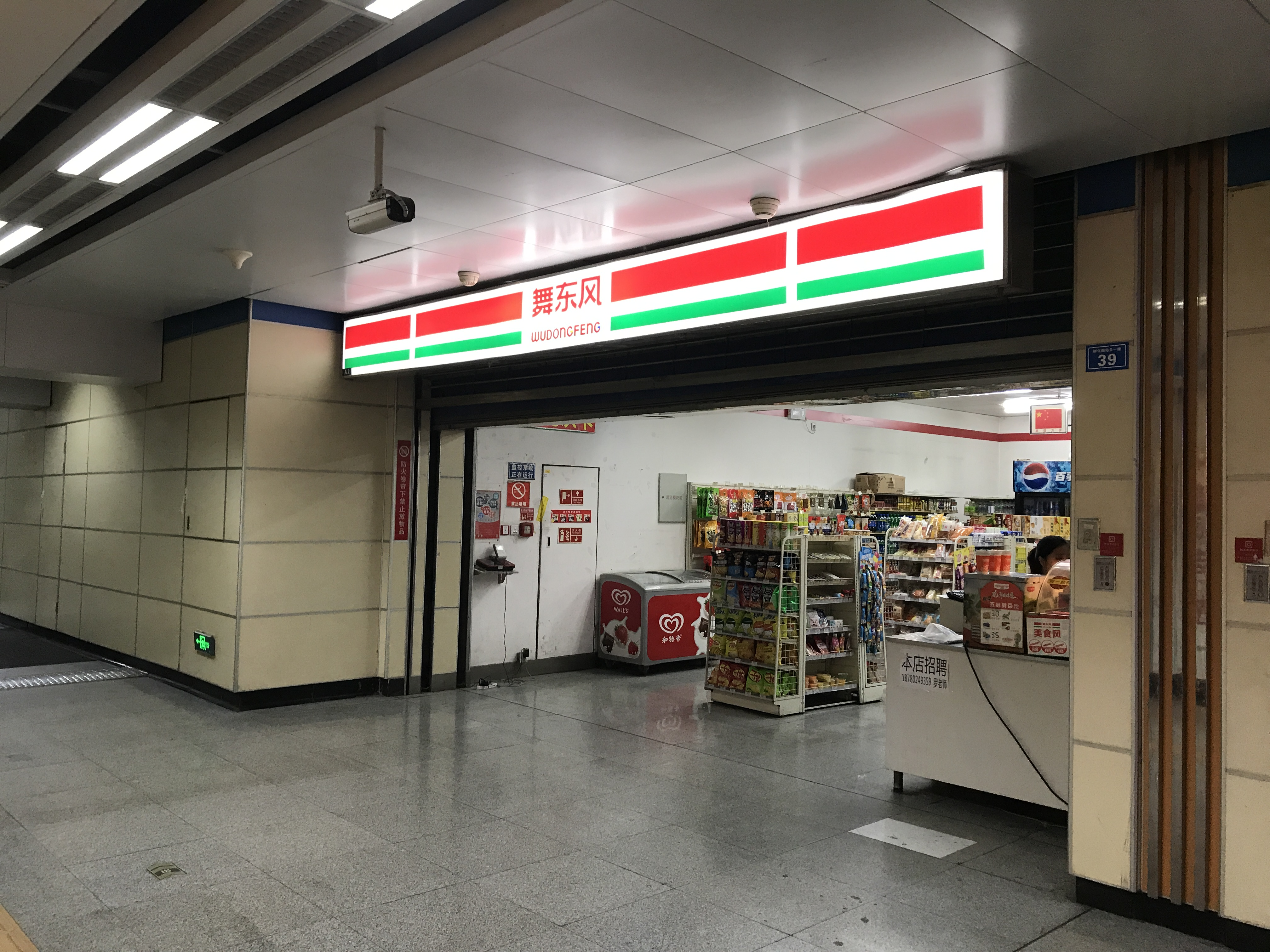
駅売店
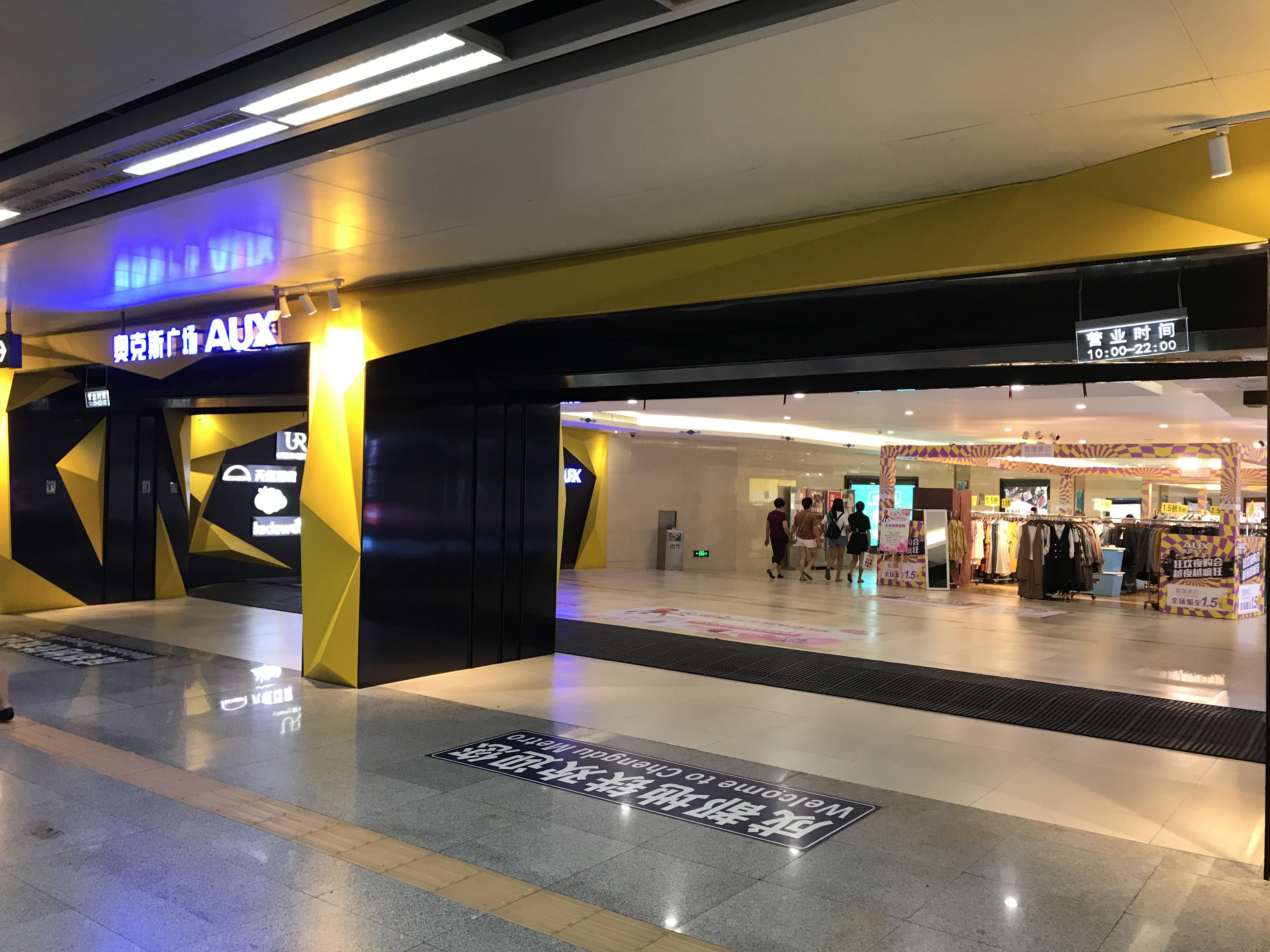
成都オークス広場への連絡通路

## パプリックアート
1号線第1期工事区間の17駅の中で、最初に装飾が完成した駅である。孵化園（インキュベーター）から、情報セキュリティ、デジタルエンターテイメント、オンライン教育を中心とした西部ソフトウェアパークをイメージし、プリント基板の一部をデザイン化することで、ハイテク技術をデザインコンセプトとしている。駅コンコース全体にオフホワイト色を採用し、モダン、シンプル、スタイリッシュなイメージを表現している。

## 出入口
現在3つの出入口を備える。
|                                        |      |            | |
| 番号                                   | 設備 | 場所       | 出口周辺 |
| 出口 · A                               |      | 交子南一路 | オークス広場 |
| 出口 · B                               |      | 錦城大道   | ラ・デファンスビル（拉・徳方斯大厦）、成都市人民政府、成都高新孵化園、華通博物館、成都聯合産権交易所、成都科技財富中心 |
| 出口 · C                               |      | 錦城大道   | 成都市商務局、泰達時代中心                                                                                             |
| 表注：エレベーター、車椅子対応、トイレ |      |            | |

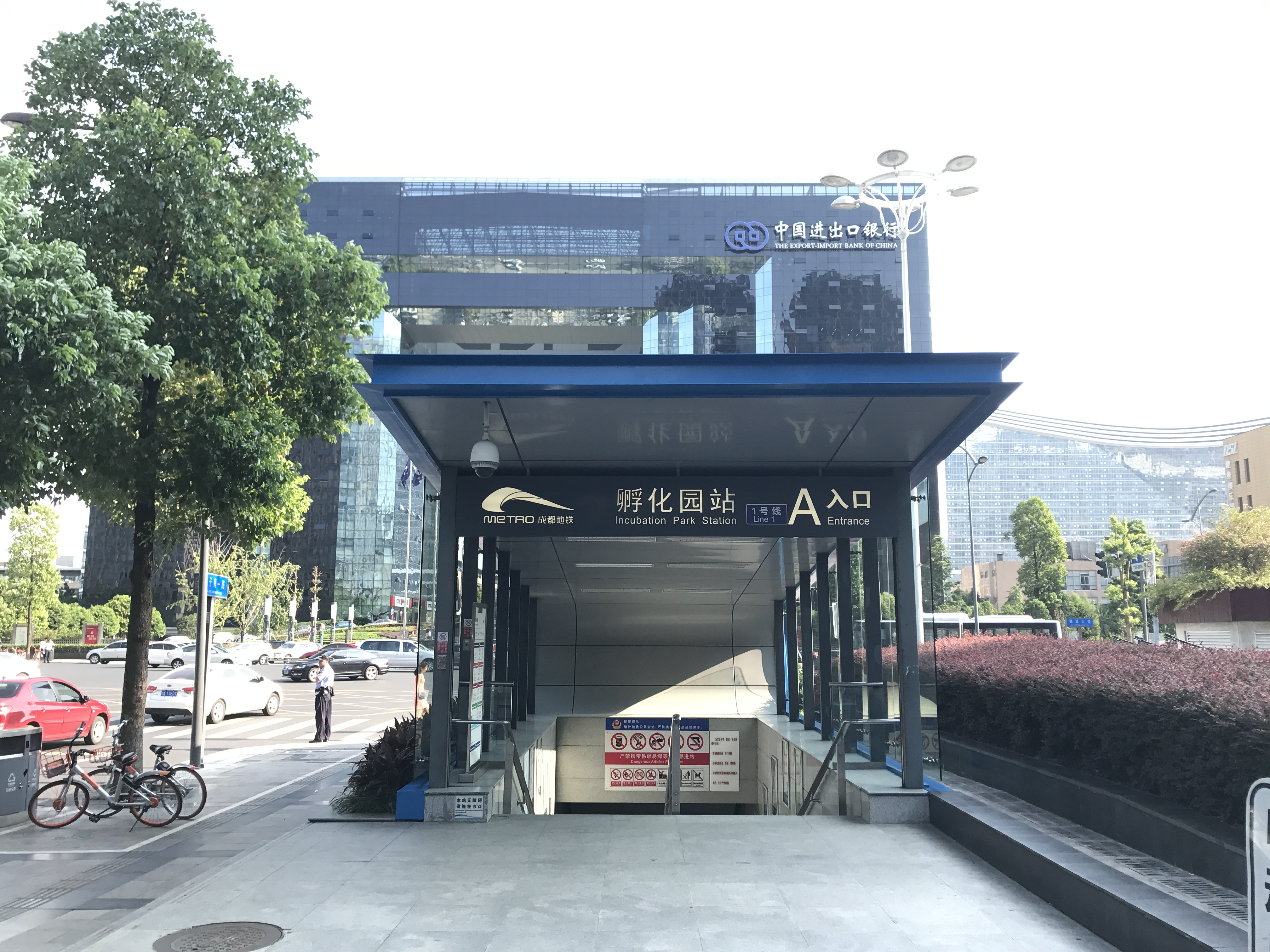
A出入口
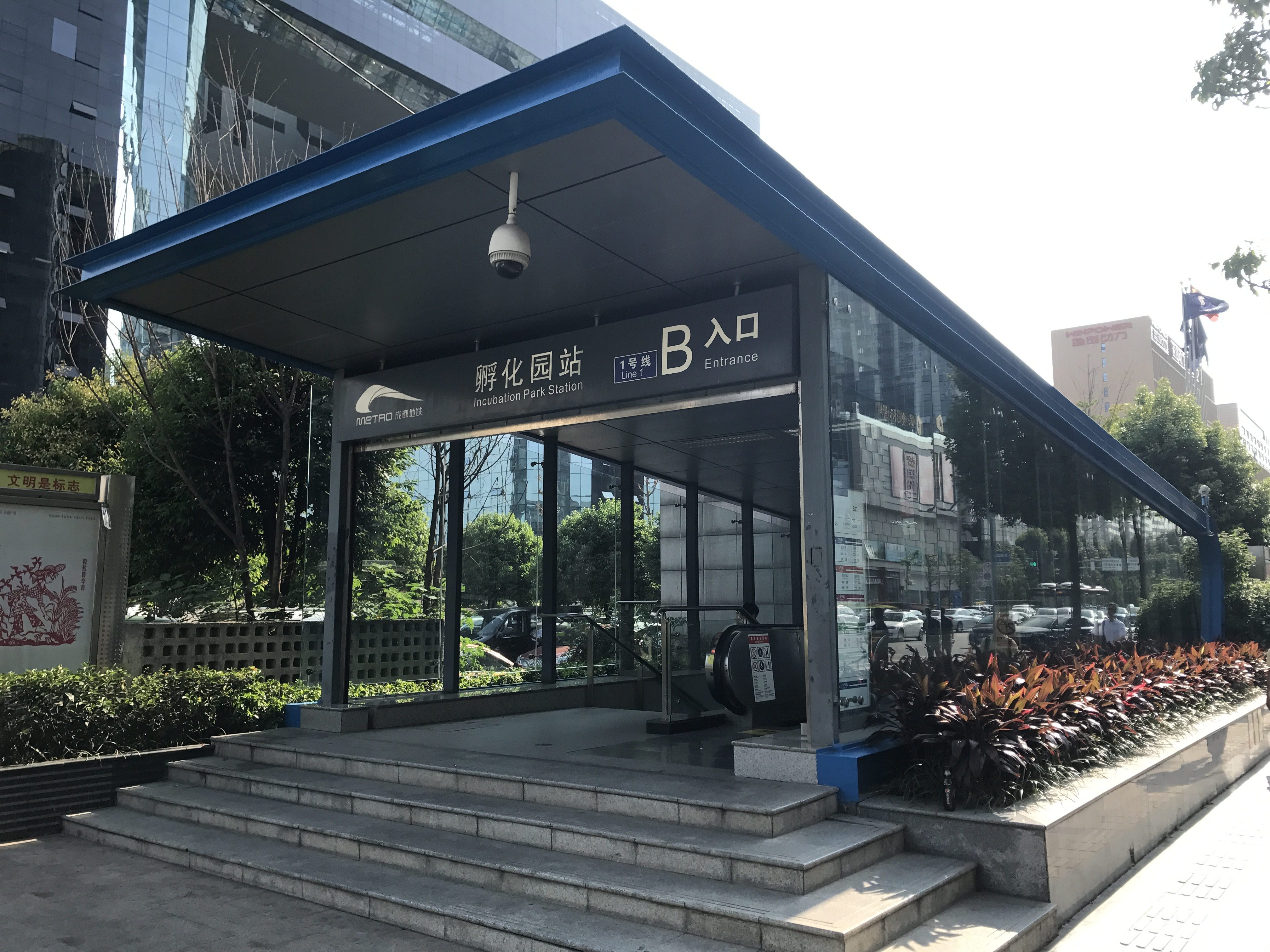
B出入口
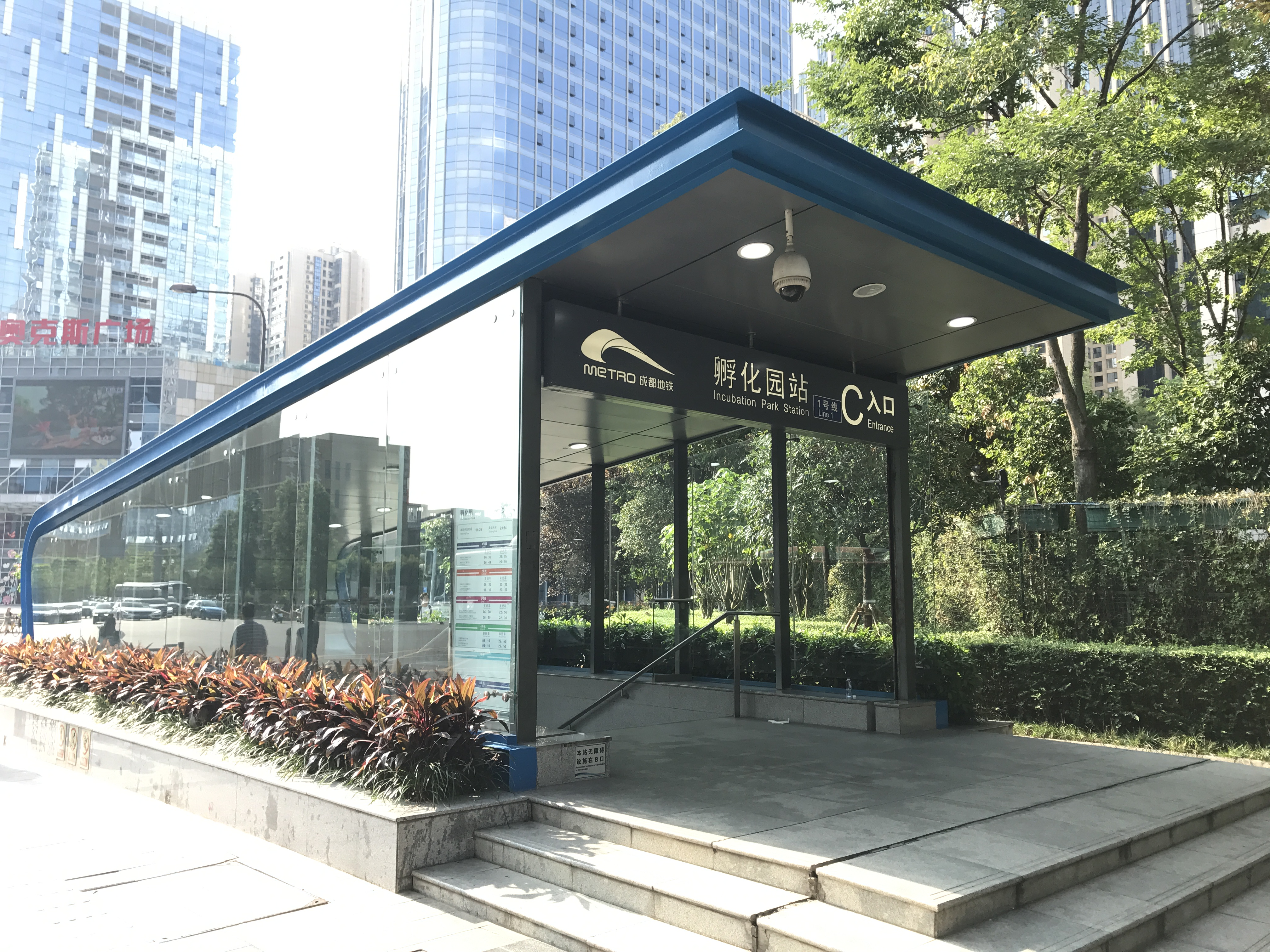
C出入口

## 路線バス
- 84路
- 118路
- 188路
- 220路
- 501路
- 機場専線4号線（空港リムジンバス）

## 駅に対する意見

### 駅名に関する問題
当駅の英語名は"Incubation Park"で直訳すると"鶏が卵を孵化させる場所"となり、高新技術産業開発区（ハイテク区）に所在する駅名として相応しくないとの意見があったことから、問題となった。

### 駅出入口の案内に関する問題
当駅の駅出入口の案内表示は、目標となる建築物の名称がない上、長期にわたって更新されていないため、利用者から混乱を招いていた
。

## 隣の駅
■1号線
金融城駅0115 - 孵化園駅0116 - 錦城広場駅0117
■9号線
心島駅0902 - 孵化園駅0903 - 錦城大道駅0904
■18号線
火車南站駅1805 - 孵化園駅1806 - 錦城広場東駅1807